# Bruzelia typica
Bruzelia typica är en kräftdjursart som beskrevs av Boeck 1871. Bruzelia typica ingår i släktet Bruzelia och familjen Synopiidae. Arten har ej påträffats i Sverige. Inga underarter finns listade i Catalogue of Life.